# Трутнев, Юрий Петрович
Ю́рий Петро́вич Тру́тнев (род. 1 марта 1956, п. Полазна, Добрянский район, Молотовская область, РСФСР, СССР) — советский и российский государственный деятель. Заместитель председателя правительства Российской Федерации — полномочный представитель президента Российской Федерации в Дальневосточном федеральном округе с 31 августа 2013 года (исполняющий обязанности с 8 по 18 мая 2018, с 15 по 21 января 2020 и с 7 по 14 мая 2024 года). Куратор в Дальневосточном федеральном округе c 19 июля 2021 года. Член Всероссийской политической партии «Единая Россия».
Министр природных ресурсов и экологии России (2004—2012). Помощник президента Российской Федерации (2012—2013). Действительный государственный советник Российской Федерации 1-го класса (2012). Сопредседатель Российского Союза боевых искусств, председатель Президиума Ассоциации Киокусинкай России, сопредседатель Всемирного Союза Кёкусин.
С 2022 года находится под персональными санкциями в связи с вторжением России на Украину.

## Биография
Родился 1 марта 1956 года в посёлке Полазна, недалеко от Молотова, в семье нефтяников.
В 1978 году окончил горный факультет Пермского политехнического института по специальности «горный инженер». Во время обучения в институте работал помощником бурильщика, оператором по добыче нефти и газа в НГДУ «Полазнанефть» и «Коминефть».
В 1978 году после окончания института был распределён в Пермский научно-исследовательский и проектный институт нефтяной промышленности, работал младшим научным сотрудником.
В 1981—1986 годах находился на комсомольской работе в должности инструктора в Пермском городском комитете ВЛКСМ.
В 1986—1988 годах возглавлял Комитет по делам спорта Пермского областного исполкома.
В 1988 году вместе с партнёрами создал кооператив «Контакт», который занимался разработкой (и торговлей) спортивных тренажёров, поставляемых в основном в государственные учреждения. В 1990 году возглавил созданную на базе кооператива компанию «ЭКС ЛИМИТЕД». В 1996 году стал президентом АО «Э. К. С. Интернешнл». Помимо торговли тренажёрами, Трутнев занимался организацией гастролей силачей в бригаде физкультурников, продажей импортных автомобилей и поставками швейцарского шоколада «Nestlé», которые он осуществлял совместно с Олегом Чиркуновым, работавшим тогда в торговом представительстве РФ в Швейцарии. По возвращении Чиркунова в Пермь, партнёры совместно владели сетью супермаркетов «Семья».
В 1994 году был избран депутатом Законодательного собрания Пермской области и Пермской городской думы. В Законодательном собрании возглавил комитет по экономической политике и налогам.
В декабре 1996 года был избран мэром Перми, получив 61 процент голосов избирателей.
В декабре 2000 года избран губернатором Пермской области. В первом туре голосования одержал победу над действующим губернатором Геннадием Игумновым, получив 51 процент голосов избирателей. По сообщениям прессы, Трутневу в выборах оказало поддержку предпринимательское сообщество, в том числе Дмитрий Рыболовлев и Андрей Кузяев. В период губернаторства Трутнева был начат первый в современной России процесс объединения регионов — Пермской области с Коми-Пермяцким автономным округом, а 7 декабря 2003 года успешно проведён референдум по объединению.
С 24 мая по 19 декабря 2003 — член президиума Государственного совета Российской Федерации.
9 марта 2004 года указом президента Российской Федерации был назначен на пост министра природных ресурсов в Правительстве Михаила Фрадкова. В мае 2004 года после вступления в должность избранного на следующий срок президента Российской Федерации Владимира Путина вновь назначен на пост министра природных ресурсов Российской Федерации.
22 мая 2012 года назначен помощником президента Российский Федерации. Обязанностями назначено курирование Госсовета. Уступил мандат депутата Государственной думы VI созыва миллиардеру Анатолию Ломакину.
31 августа 2013 года назначен заместителем председателя Правительства Российской Федерации — полномочным представителем президента Российской Федерации в Дальневосточном федеральном округе. Переназначен на должность при формировании нового Правительства Российской Федерации 18 мая 2018, 21 января 2020 и 14 мая 2024 года.
С декабря 2018 года — председатель Государственной комиссии по вопросам развития Арктики.
В декабре 2022 года по инициативе Трутнева и Сергея Кириенко на базе Российского союза боевых искусств был создан отряд «Союз» для участия в войне против Украины, состоящий из спортсменов.

## Собственность и доходы
В 2009 и 2012 году установил абсолютный рекорд по личным доходам среди членов Правительства РФ.
По результатам 2019 года занял 23 позицию в рейтинге Forbes самых богатых российских депутатов и госслужащих. Его доход составил 538,4 млн рублей, а семьи — 540,55 млн рублей.
По данным расследования Алексея Навального, опубликованного в июле 2020 года, Трутнев владеет особняком в Серебряном бору стоимостью 2 млрд рублей.
| Год  | Доход (млн руб.) | Объекты недвижимого имущества                                                                         | Транспортные средства | Общий доход семьи, млн рублей |
| ---- | ---------------- | --- | --- | ----------------------------- |
| 2009 | 155,093          | 2 объекта                                                                                             | 3 объекта | 155,09                        |
| 2010 | 114,746          | 2 объекта                                                                                             | 3 объекта | 114                           |
| 2011 | 211,612          | 2 объекта                                                                                             | 4 объекта | 211                           |
| 2012 | 210,602          | 4 объекта                                                                                             | 4 объекта | 211                           |
| 2013 | 152              | | В собственности у семьи автомобили BMW X6, Nissan Patrol, Porsche Cayenne и Mercedes-Benz ML350.                                                                          | 156,5                         |
| 2014 | 179,59           | 4 объекта                                                                                             | | 179,72                        |
| 2015 | 153,8            | | | 154,5                         |
| 2016 | 357              | 3 объекта Совместная собственность с женой: земельный участок, два жилых дома и три нежилых помещения | Совместная собственность с женой: BMW Х6 М50D, Porsche Cayenne Turbo, Mercedes Benz ML 350 4 Matic, Nissan Patrol.                                                        | 358                           |
| 2017 | 377,3            | | | 378,2                         |
| 2018 | 538,396          | 6 объектов                                                                                            | | 540                           |
| 2019 | 180,01           | 8 объектов                                                                                            | По данным ТАСС, у Трутнева самый большой автопарк в правительстве — BMW X6, Porsche Cayenne Turbo, Mercedes-Benz ML350, Toyota Highlander, квадроцикл, снегоход и прицеп. | 182,65                        |
| 2020 | 42,3             | | |                               |
| 2021 | 392,6            | | |                               |

## Личная жизнь

### Семья
Женат. 3 сына и 2 дочери. Сын Дмитрий (родился в 1982 году) — финансовый советник и член Совета директоров Центрального кооперативного банка. Сын и дочь Андрей и Мария Трутневы, по данным расследования проекта T-invariant, скрывая свою личность, являлись основателями «Студенческого патриотического объединения» при МГУ, которое собирает деньги и доставляет на оккупированные украинские территории амуницию и технику для российских националистов, воюющих против Украины в ходе российского вторжения.

### Увлечения
Серьёзно увлекается спортом — восточными единоборствами (каратэ Кёкусинкай) и автогонками (классическое ралли).
Является обладателем 5-го дана каратэ кёкусинкай Международной организации Кёкусинкай ИКО (2005 год) и 6-го дана Международной организации Кёкусинкан (1 марта 2018 года). С момента основания в 2005 году — сопредседатель Российского союза боевых искусств (совместно с С. В. Кириенко). С момента создания в 2004 году — председатель президиума Ассоциации кёкусинкай России. С момента создания в 2011 году — сопредседатель Всемирного союза кёкусин.

## Санкции
28 февраля 2022 года, на фоне вторжения России на Украину, внесён Канадой в санкционный список лиц, «которые несут наибольшую ответственность за неспровоцированное и неоправданное вторжение России в Украину».
24 марта 2022 года, как член Совета Безопасности, внесён в санкционный список Великобритании за «действия, которые дестабилизируют Украину, подрывают или угрожают территориальной целостности, суверенитету или независимости Украины».
6 апреля 2022 года включён в санкционный список Соединённых Штатов Америки «против России за её злодеяния в Украине».
Указом президента Украины Владимира Зеленского от 7 сентября 2022 года находится под санкциями Украины, так как несёт ответственность за «военное вторжение Российской Федерации на территорию Украины, совершение массовых военных преступлений Российской Федерацией на территории Украины».
По аналогичным основаниям, с 25 февраля 2022 года находится под санкциями Австралии, с 3 мая 2022 года под санкциями Новой Зеландии.

## Награды
- Орден «За заслуги перед Отечеством» IV степени (2 марта 2016 года) — за большие заслуги перед государством и многолетнюю добросовестную работу[61]
- Орден Почёта (8 июня 1998) — за большой вклад в социально-экономическое развитие города (Перми), многолетний добросовестный труд[62]
- Почётная грамота Правительства Российской Федерации (1 марта 2006) — за заслуги в области природопользования и охраны окружающей среды[63]
- Медаль Столыпина П. А. I степени (23 марта 2016 года) — за заслуги в решении стратегических задач социально-экономического развития страны и многолетний добросовестный труд[64]
- Медаль Столыпина П. А. II степени (1 марта 2011 года) — за заслуги в решении стратегических задач социально-экономического развития страны, в том числе реализации долгосрочных проектов Правительства Российской Федерации, и в связи с 55 летием[65]
- Орден Почёта (Южная Осетия, 1 июня 2009 года) — за большой личный вклад в дело развития и укрепления отношений дружбы и сотрудничества между народами, активное содействие процессам улучшения экологической обстановки в Республике Южная Осетия, освоения и использования её природных ресурсов и оказания помощи осетинскому народу в ликвидации последствий гуманитарной катастрофы[66]